# Lundy (California)
Lundy (chiamata anche Mill Creek) è una città fantasma nella Contea di Mono, in California. Si trova presso il Lundy Canyon, vicino alla parte ovest del Lago Lundy, ad un'altitudine di 7.858 piedi, pari a 2.395 m.
Prende il nome da W.J. Lundy, proprietario di una segheria vicino al Lago Lundy. La segheria era il maggior fornitore di legname per la vicina Bodie.
Lundy era anche il nome di un campo dove risiedevano i minatori nel 1879.
Nella città fu attivo un ufficio postale dal 1880 al 1914.